# Zakhar Dmitrievitch Olsoufiev
Zakhar Dmitrievitch Olsoufiev, parfois orthographié Alsusiew, (en russe : Захар Дмитриевич Олсуфьев) est un général russe lors des guerres napoléoniennes, né en 1773, décédé en 1835.

## Début
Il est issu de la noblesse du gouvernement de Tver. Il sert comme adjudant en 1786 au sein du régiment Izmaïlovski, puis pendant la guerre russo-suédoise de 1788-1790. Il fait partie d'une escadre russe qui sert en Angleterre en 1795 et 1796. Il devient général à vingt-cinq ans.

## Guerres napoléoniennes
En 1800, le tsar Paul Ier le démet de ses fonctions. Il est rappelé en 1801 par Alexandre Ier. Chef du régiment de mousquetaires de Vyborg, il se distingue à la bataille d'Austerlitz et reçoit l'ordre de Sainte-Anne. De nouveau présent à la bataille, il est blessé à la jambe et reçoit l'ordre de Saint-Vladimir. Il est blessé à la main lors de la bataille d'Heilsberg. Pour cela, il est décoré de l’ordre de l'Aigle rouge par le roi de Prusse et le tsar lui offre une épée d'or et de diamants.

## Guerre russo-turque de 1806-1812
Alors qu'il devient commandant de la 22e division d'infanterie stationnée en Moldavie, il participe au conflit russo-turc en 1809 et 1810 et y commande la 17e division d'infanterie. Blessé au siège de Roussé et à celui de Braïla, il doit se retirer.
De retour au service en 1811, il reprend son commandement et sert sous Baggovout commandant du 2e corps.

## Campagne de Russie (1812)
Quand advient la Sixième Coalition, il participe à la bataille de Smolensk, à la bataille de Valutino et à la bataille de Borodino, il y commande sur la colline Utitsa du flanc gauche russe. Il est décoré de l'ordre de Saint-Georges le 20 octobre 1812 à la suite de sa bravoure lors de cette dernière.
Durant la bataille de Winokowo, il commande le 2e corps d'infanterie. Il s'y distingue, tout comme à la bataille de Maloyaroslavets qui précéde celle de Bautzen et celle de Leipzig qui, ensemble, forment la campagne d'Allemagne (1813).
Il est à la tête du 9e corps d'infanterie pendant la campagne de France (1814) qui fait suite au recul des armées du Premier Empire. Il l'est également pendant la bataille de Brienne et celle de La Rothière. Lors de celle de Champaubert, il est fait prisonnier, blessé et présenté à Napoléon. Libéré après l'abdication de ce dernier et de retour en Russie, il est fait commandant du 4e corps d'infanterie.
Alors qu'il est gravement affaibli par ses campagnes, il est nommé sénateur en 1820, mais en 1821, il doit renoncer à toutes ses charges et se retire. Il est mis à la retraite en 1831. Il décède en 1835.